# Neemeh Simaan
Neemeh Simaan (* 21. März 1908 in Rameh; † 25. Mai 1981) war ein israelischer römisch-katholischer Geistlicher und Weihbischof im Lateinischen Patriarchat von Jerusalem.

## Leben
Neemeh Simaan empfing am 12. März 1932 das Sakrament der Priesterweihe.
Am 21. September 1965 ernannte ihn Papst Paul VI. zum Titularbischof von Termessus und zum Weihbischof im Lateinischen Patriarchat von Jerusalem. Der Lateinische Patriarch von Jerusalem, Alberto Gori OFM, spendete ihm am 11. Oktober desselben Jahres die Bischofsweihe; Mitkonsekratoren waren der melkitisch griechisch-katholische Erzbischof von Petra und Philadelphia, Mikhayl Assaf, und der Weihbischof im Lateinischen Patriarchat von Jerusalem, Hanna Kaldany.
Neemeh Simaan nahm an der vierten Sitzungsperiode des Zweiten Vatikanischen Konzils teil.